# Campeonato Mundial de Atletismo de 2022 - Lançamento de disco masculino
A competição do lançamento de disco masculino no Campeonato Mundial de Atletismo de 2022 foi realizada no estádio Hayward Field, em Eugene, nos Estados Unidos, entre os dias 17 e 19 de julho de 2022.

## Recordes
Antes da competição, os recordes eram os seguintes:
| Recorde mundial                               | Jürgen Schult (GDR)     | 74.08 | Neubrandenburg, Alemanha Oriental | 6 de junho de 1986  |
| Recorde do campeonato                         | Virgilijus Alekna (LTU) | 70.17 | Helsínquia, Finlândia             | 7 de agosto de 2005 |
| Recorde do ano                                | Daniel Ståhl (SWE)      | 71.47 | Uppsala, Suécia                   | 21 de junho de 2022 |
| Recorde da África                             | Frantz Kruger (RSA)     | 70.32 | Salon-de-Provence, França         | 26 de maio de 2002  |
| Recorde da Ásia                               | Ehsan Haddadi (IRI)     | 69.32 | Tallinn, Estônia                  | 3 de junho de 2008  |
| Recorde da América do Norte, Central e Caribe | Ben Plucknett (USA)     | 71.32 | Eugene, Estados Unidos            | 4 de junho de 1983  |
| Recorde da América do Sul                     | Mauricio Ortega (COL)   | 70.29 | Lovelhe, Portugal                 | 22 de julho de 2020 |
| Recorde da Europa                             | Jürgen Schult (GDR)     | 74.08 | Neubrandenburg, Alemanha Oriental | 6 de junho de 1986  |
| Recorde da Oceania                            | Benn Harradine (AUS)    | 68.20 | Townsville, Austrália             | 10 de maio de 2013  |

Os seguintes recordes mundiais ou olímpicos foram estabelecidos durante esta competição:
| Data        | Evento | Atleta             | Distância | Notas                 |
| ----------- | ------ | ------------------ | --------- | --------------------- |
| 19 de julho | Final  | Kristjan Čeh (SLO) | 71.13 m   | Recorde do campeonato |

## Medalhistas
| Ouro               | Prata                | Bronze                |
| Kristjan Čeh (SLO) | Mykolas Alekna (LTU) | Andrius Gudžius (LTU) |

## Tempo de qualificação
| Tempo de qualificação |
| --------------------- |
| 66.00 m               |

## Calendário
| Data        | Horário | Fase         |
| ----------- | ------- | ------------ |
| 17 de julho | 17:05   | Qualificação |
| 19 de julho | 18:33   | Final        |

Todos os horários estão no horário local (UTC-7)

## Resultados

### Qualificação
Qualificação: 66,00 m (Q) ou as 12 melhores performances (q). 
| Pos. | Grupo | Atleta              | Nacionalidade  | Tentativa | Tentativa | Tentativa | Marca | Notas |
| Pos. | Grupo | Atleta              | Nacionalidade  | 1         | 2         | 3         | Marca | Notas |
| ---- | ----- | ------------------- | -------------- | --------- | --------- | --------- | ----- | ----- |
| 1    | A     | Mykolas Alekna      | Lituânia       | 65.78     | 68.91     |           | 68.91 | Q     |
| 2    | A     | Kristjan Čeh        | Eslovênia      | 68.23     |           |           | 68.23 | Q     |
| 3    | A     | Simon Pettersson    | Suécia         | 63.71     | 68.11     |           | 68.11 | Q,    |
| 4    | A     | Matthew Denny       | Austrália      | 64.89     | 66.98     |           | 66.98 | Q     |
| 5    | B     | Andrius Gudžius     | Lituânia       | 64.21     | 66.60     |           | 66.60 | Q     |
| 6    | B     | Lukas Weißhaidinger | Áustria        | 66.51     |           |           | 66.51 | Q     |
| 7    | B     | Daniel Ståhl        | Suécia         | x         | 65.95     | x         | 65.95 | q     |
| 8    | A     | Sam Mattis          | Estados Unidos | 61.87     | 65.59     | 62.30     | 65.59 | q     |
| 9    | A     | Alin Firfirică      | Roménia        | 59.48     | 64.14     | 65.54     | 65.54 | q,    |
| 10   | B     | Fedrick Dacres      | Jamaica        | 58.87     | 63.36     | 64.49     | 64.49 | q     |
| 11   | A     | Traves Smikle       | Jamaica        | 64.21     | 63.16     | x         | 64.21 | q     |
| 12   | A     | Alex Rose           | Samoa          | 63.11     | 64.14     | 63.97     | 64.14 | q     |
| 13   | A     | Lawrence Okoye      | Grã-Bretanha   | 63.57     | x         | 59.89     | 63.57 |       |
| 14   | B     | Nicholas Percy      | Grã-Bretanha   | 58.30     | 62.90     | 63.20     | 63.20 |       |
| 15   | A     | Marek Bárta         | Chéquia        | 62.90     | 61.58     | 56.68     | 62.90 |       |
| 16   | A     | Apostolos Parellis  | Chipre         | 62.46     | 61.32     | 61.27     | 62.46 |       |
| 17   | B     | Martin Wierig       | Alemanha       | 60.52     | 60.86     | 62.28     | 62.28 |       |
| 18   | B     | Andrew Evans        | Estados Unidos | 59.31     | 62.20     | 62.18     | 62.20 |       |
| 19   | B     | Henrik Janssen      | Alemanha       | 61.85     | 60.30     | 60.36     | 61.85 |       |
| 20   | B     | Claudio Romero      | Chile          | 61.69     | x         | x         | 61.69 |       |
| 21   | B     | Philip Milanov      | Bélgica        | x         | 61.22     | 61.47     | 61.47 |       |
| 22   | B     | Mario Díaz          | Cuba           | 57.72     | 58.35     | 60.83     | 60.83 |       |
| 23   | B     | Martin Marković     | Croácia        | x         | 57.74     | 60.59     | 60.59 |       |
| 24   | B     | Victor Hogan        | África do Sul  | 60.51     | x         | 59.83     | 60.51 |       |
| 25   | A     | Chad Wright         | Jamaica        | 59.14     | x         | 60.31     | 60.31 |       |
| 26   | B     | [Mauricio Ortega    | Colômbia       | 59.47     | x         | 59.91     | 59.91 |       |
| 27   | A     | Werner Visser       | África do Sul  | 58.44     | x         | x         | 58.44 |       |
| 28   | B     | Brian Williams      | Estados Unidos | x         | 56.40     | 58.25     | 58.25 |       |
| 29   | A     | Torben Brandt       | Alemanha       | 54.11     | 53.42     | x         | 54.11 |       |
|      | B     | Lucas Nervi         | Chile          | x         | x         | x         | NM    |       |

### Final
A final ocorreu dia 19 de julho às 18:36. 
| Pos.              | Atleta              | Nacionalidade  | Tentativa | Tentativa | Tentativa | Tentativa | Tentativa | Tentativa | Marca | Notas                 |
| Pos.              | Atleta              | Nacionalidade  | 1         | 2         | 3         | 4         | 5         | 6         | Marca | Notas                 |
| ----------------- | ------------------- | -------------- | --------- | --------- | --------- | --------- | --------- | --------- | ----- | --------------------- |
| Medalha de ouro   | Kristjan Čeh        | Eslovênia      | 65.27     | 69.02     | 71.13     | 68.95     | 70.51     | 67.57     | 71.13 | Recorde do campeonato |
| Medalha de prata  | Mykolas Alekna      | Lituânia       | 66.64     | 67.87     | 67.28     | 69.27     | x         | x         | 69.27 |                       |
| Medalha de bronze | Andrius Gudžius     | Lituânia       | 67.31     | 66.06     | x         | 67.55     | x         | x         | 67.55 |                       |
| 4                 | Daniel Ståhl        | Suécia         | 66.59     | 65.99     | x         | 65.39     | 67.10     | 66.86     | 67.10 |                       |
| 5                 | Simon Pettersson    | Suécia         | x         | 67.00     | x         | x         | x         | x         | 67.00 |                       |
| 6                 | Matthew Denny       | Austrália      | 61.55     | 65.50     | 66.29     | 65.56     | 65.49     | 66.47     | 66.47 |                       |
| 7                 | Alin Firfirică      | Roménia        | 65.10     | 63.80     | 62.58     | x         | x         | 65.57     | 65.57 | Recorde da temporada  |
| 8                 | Alex Rose           | Samoa          | 65.57     | 64.17     | 63.41     | 62.78     | x         | 61.16     | 65.57 |                       |
| 9                 | Fedrick Dacres      | Jamaica        | 64.85     | 63.25     | 64.79     |           |           |           | 64.85 |                       |
| 10                | Lukas Weißhaidinger | Áustria        | 61.72     | 63.98     | 62.45     |           |           |           | 63.98 |                       |
| 11                | Sam Mattis          | Estados Unidos | 60.89     | 63.19     | 62.82     |           |           |           | 63.19 |                       |
| 12                | Traves Smikle       | Jamaica        | x         | 62.23     | x         |           |           |           | 62.23 |                       |

Legenda
| Recorde mundial       | Recorde mundial (World record)               |                       | Recorde africano                      | Recorde africano (African) |                                           | Q | Classificado por posição (Qualified) |
| Recorde do campeonato | Recorde do campeonato (Championship record)  | Recorde da América    | Recorde da América (Americas)         | q                          | Classificado por melhor tempo (Qualified) |   |                                      |
| Melhor marca do ano   | Melhor marca do ano (World leading)          | Recorde asiático      | Recorde asiático (Asian)              | DNS                        | Não largou (Did not start)                |   |                                      |
| Recorde nacional      | Recorde nacional (National record)           | Recorde europeu       | Recorde europeu (European)            | DNF                        | Não terminou (Did not finish)             |   |                                      |
| Recorde pessoal       | Recorde pessoal do atleta (Personal best)    | Recorde da Oceania    | Recorde da Oceania (Oceania)          | DSQ / DQ                   | Desclassificado (Disqualified)            |   |                                      |
| Recorde da temporada  | Recorde da temporada do atleta (Season best) | Recorde sul-americano | Recorde sul-americano (South America) | NM                         | Sem marca (No mark)                       |   |                                      |